# Société mondaine

Huile sur toile de William Hogarth, peinte vers 1743.

La société mondaine ou le monde ou encore  le grand monde, est le groupe social constitué des personnes appartenant aux classes aisées qui participent à la vie mondaine où elles reçoivent et sont reçues. Elles partagent un même art de vivre, un certain nombre de valeurs, et observent un certain nombre d'usages traditionnels qui constituent des éléments de reconnaissance. En France l'apogée du « grand monde » se situe au début du XXe siècle et se poursuit jusqu’à la fin de l’entre-deux-guerres, époque de début du déclin économique, social et culturel des élites anciennes.

## Définition
En France, la société mondaine désignée aussi comme « le monde », « le beau monde » ou  « le grand monde », comprend des personnes ou des familles ayant une vie sociale mondaine, et qui selon les époques appartiennent notamment à la noblesse et/ou la grande bourgeoisie.
Les membres de la société mondaine accordent une importance à la conservation de propriétés et de châteaux familiaux qui leur permettent de se retrouver en famille et de faire des réceptions mondaines. Ils adhèrent aux valeurs politiques allant de la droite conservatrice à tendance catholique traditionaliste et royaliste, à la droite libérale proche du protestantisme et de l'affairisme. 
En France, Paris avec ses cafés, théâtres, grands hôtels, cercles, opéras est la ville privilégiée de cette sociabilité mondaine et le lieu où s’élabore l’image du grand monde qui s’impose ensuite comme idéal social et culturel, aux bourgeoisies et aristocraties provinciales.
L'apogée du grand monde parisien se situe vers 1900 et s’étend jusqu’à la fin de l’entre-deux-guerres, époque considérés comme le début du déclin économique, social et culturel des élites anciennes.
La perte d'influence de l'Église catholique depuis les années 1960 dans l'ensemble de la société française a moins touché la société mondaine qui continue, malgré le déclin de la foi et des pratiques religieuses régulières, à accorder une grande valeur à la vie familiale, au mariage, et aux cérémonies religieuses : baptêmes, communions, mariages, ordinations, enterrements, qui sont autant d'occasions de réceptions mondaines.
Les noms des membres de la société mondaine se retrouvent dans le Bottin mondain. Cyril Grange dans Les Gens du Bottin Mondain. 1903-1987. Y être, c'est en être, s'interroge sur le statut d'élite de ces familles mondaines et pose la question de savoir si le dédain affiché à l'égard du capital scolaire ou économique n'occulte pas un déclin de son influence sociale.

## Le Siècle
La société mondaine ne doit pas être confondue avec « le Siècle ». Ce mot désigne depuis le XIXe siècle un milieu social plutôt composé de personnalités politiques, d'hommes d'affaires, de journalistes influents, d'artistes reconnus, etc.
En France existe le club Le Siècle qui rassemble des personnes influentes. Les noms de ces personnes influentes se retrouvent dans le Who's Who.

## Acception ancienne
« Société mondaine » désignait sous l'Ancien Régime la société laïque par opposition à la société ecclésiastique (ministres ordonnés, religieux et religieuses). Elle était alors synonyme du mot « Siècle ». Cette définition a cohabité au XIXe siècle et jusqu'à la Première Guerre mondiale avec la définition actuelle, mais elle n'est plus en usage aujourd'hui.